# 넥슨 카트라이더 12차리그
넥슨 카트라이더 12차리그는 넥슨이 주최 및 주관한 카트라이더 12번째 리그이다. 리그 표어는 "다이나믹한 질주! 짜릿한 쾌감"이다. 

## 개요

### 일정
- 예선
  - 온라인 예선 : 2010년 9월 16일 (목) ~ 2010년 9월 29일 (수)
  - 오프라인 예선 : 2010년 10월 3일 (일) 오후 1시

- 본선
  - 개막전 : 2010년 10월 12일 (화) 오후 6시 30분 생방송
  - 1주차 (10월 12일): 1Round A, B조 1차 예선
  - 2주차 (10월 19일): 1Round C, D조 1차 예선
  - 3주차 (10월 26일): 1Round A, B조 2차 예선
  - 4주차 (11월 2일): 1Round C, D조 2차 예선
  - 5주차 (11월 9일): 2Round 패자전
  - 6주차 (11월 16일): 2Round 승자전
  - 7주차 (11월 23일): 패자 부활전
  - 8주차 (11월 30일): Final

### 진행 방식
| 경기           | 내용                                                | 경기 방식                  | 상세 내용 |
| -------------- | --------------------------------------------------- | -------------------------- | --- |
| 1라운드 예선   | 8명씩 4개 조 1차전, 2차전 예선                      | 50Point 선취 서바이벌 방식 | 예선 1, 2차전 포인트 합산 최고득점 1, 2위 6주차 2 Round 승자전 진출 예선 1, 2차전 포인트 합산 차득점 3, 4위 5주차 2 Round 패자전 진출 |
| 2라운드 승자전 | 1라운드 각 조 예선 1,2위 8명 승자전 경기            | 70Point 선취 서바이벌 방식 | 상위 1~4위 4명 8주차 Final 진출 하위 5~8위 4명 7주차 패자 부활전 진출                                                                 |
| 2라운드 패자전 | 1라운드 각 조 예선 3,4위 8명 패자전 경기            | 70Point 선취 서바이벌 방식 | 상위 1~4위 4명 7주차 패자 부활전 진출                                                                                                 |
| 패자 부활전    | 2라운드 승자전 5~8위, 패자전 1~4위 패자 부활전 경기 | 70Point 선취 서바이벌 방식 | 상위 1~4위 4명 8주차 Final 진출 |
| Final          | 2라운드 승자전 1~4위, 패자 부활전 1~4위 Final 경기  | 80Point 선취 방식          | |

### 상금
- 총 상금 : 3,000만원

| - 우승(1위) : 1,500만원 - 준우승(2위) : 700만원 - 3위 : 300만원 | - 4위 : 100만원 - 5~8위 : 50만원 - HOT 라이더 : 200만원 |

### 변경된 점
- 스폰서없이 리그를 개최하였다.
- 기존 117경기에서 109경기로 변경되었다.

### 특이사항
- 카트바디 사용 제한
  - 동일한 카트 바디 연속 탑승 시 -10점
  - 4대의 카트 바디 전부 탑승 안 했을 시 -10점
  - GT 계열 카트바디 사용 금지(GT 계열 카트바디 : 골든 스톰 블레이드, 스파이크 Z7 GT 등)

카트바디 사용 제한은 10차리그의 문제점을 보완하기 위하여 11차리그에 도입하였다. 사전 총 4대의 카트바디를 선택하여 라운드가 끝나기 전까지 반드시 한 번씩 탑승하고 동일 카트바디 연속 탑승을 금지하는 내용이다. 해당 내용 위반으로 감점된 선수는 윤헌상과 김경훈, 박준혁으로 각 10점씩 감점되었다.
- HOT 라이더 부문 진행

## 1라운드

### 1차 예선
- A조 문호준, C조 전대웅 5경기 50점 퍼펙트 기록.

| 조  | 1라운드 1차 예선 | 1라운드 1차 예선 | 1라운드 1차 예선 | 1라운드 1차 예선 | 1라운드 1차 예선 | 1라운드 1차 예선 | 1라운드 1차 예선 | 1라운드 1차 예선 | 1라운드 1차 예선 | 1라운드 1차 예선 | 1라운드 1차 예선 | 1라운드 1차 예선 | 1라운드 1차 예선 | 1라운드 1차 예선 | 1라운드 1차 예선 | 1라운드 1차 예선 |
| A조 | 문호준           | 50               | 유영혁           | 27               | 노종환           | 15               | 윤헌상           | 15               | 신하늘           | 5                | 김경훈           | 4                | 이지우           | 4                | 서은수           | -2               |
| B조 | 조경신           | 58               | 박준혁           | 35               | 노원준           | 28               | 박인재           | 18               | 송민규           | 12               | 이상흔           | 10               | 노진철           | 8                | 이성현           | -2               |
| C조 | 전대웅           | 50               | 안한별           | 27               | 박도형           | 20               | 최영훈           | 17               | 원상원           | 7                | 조성제           | -1               | 김현태           | -3               | 원훈희           | -4               |
| D조 | 김택환           | 52               | 박현호           | 43               | 박정렬           | 32               | 김은일           | 21               | 전영재           | 19               | 임윤식           | 11               | 김동환           | 4                | 유정숙           | 3                |

### 2차 예선
| 조  | 1라운드 2차 예선 | 1라운드 2차 예선 | 1라운드 2차 예선 | 1라운드 2차 예선 | 1라운드 2차 예선 | 1라운드 2차 예선 | 1라운드 2차 예선 | 1라운드 2차 예선 | 1라운드 2차 예선 | 1라운드 2차 예선 | 1라운드 2차 예선 | 1라운드 2차 예선 | 1라운드 2차 예선 | 1라운드 2차 예선 | 1라운드 2차 예선 | 1라운드 2차 예선 |
| A조 | 문호준           | 55               | 유영혁           | 43               | 이지우           | 17               | 신하늘           | 7                | 김경훈           | 7                | 서은수           | 4                | 노종환           | 3                | 윤헌상           | -6               |
| B조 | 박인재           | 52               | 조경신           | 50               | 노진철           | 39               | 박준혁           | 37               | 노원준           | 12               | 이상흔           | 10               | 이성현           | -3               | 송민규           | -17              |
| C조 | 전대웅           | 50               | 조성제           | 25               | 안한별           | 24               | 최영훈           | 19               | 박도형           | 14               | 원상원           | 14               | 원훈희           | 7                | 김현태           | 5                |
| D조 | 김은일           | 54               | 김택환           | 40               | 박정렬           | 18               | 임윤식           | 16               | 유정숙           | 12               | 전영재           | 11               | 박현호           | 10               | 김동환           | 0                |

### 최종 점수
| 조  | 1라운드 예선 점수 합산 | 1라운드 예선 점수 합산 | 1라운드 예선 점수 합산 | 1라운드 예선 점수 합산 | 1라운드 예선 점수 합산 | 1라운드 예선 점수 합산 | 1라운드 예선 점수 합산 | 1라운드 예선 점수 합산 | 1라운드 예선 점수 합산 | 1라운드 예선 점수 합산 | 1라운드 예선 점수 합산 | 1라운드 예선 점수 합산 | 1라운드 예선 점수 합산 | 1라운드 예선 점수 합산 | 1라운드 예선 점수 합산 | 1라운드 예선 점수 합산 |
| A조 | 문호준                 | 105                    | 유영혁                 | 70                     | 이지우                 | 21                     | 노종환                 | 18                     | 신하늘                 | 16                     | 서은수                 | 2                      | 김경훈                 | 1                      | 윤헌상                 | -1                     |
| B조 | 조경신                 | 108                    | 박준혁                 | 72                     | 박인재                 | 70                     | 노진철                 | 47                     | 노원준                 | 40                     | 이상흔                 | 20                     | 이성현                 | -5                     | 송민규                 | -5                     |
| C조 | 전대웅                 | 100                    | 안한별                 | 51                     | 최영훈                 | 36                     | 박도형                 | 34                     | 조성제                 | 24                     | 원상원                 | 21                     | 원훈희                 | 3                      | 김현태                 | 2                      |
| D조 | 김택환                 | 92                     | 김은일                 | 75                     | 박현호                 | 53                     | 박정렬                 | 50                     | 전영재                 | 30                     | 임윤식                 | 27                     | 유정숙                 | 15                     | 김동환                 | 4                      |

## 2라운드

### 승자전
| 2라운드 승자전 |    |        |    |        |    |        |    |        |    |        |    |        |   |        |    |
| 문호준         | 78 | 전대웅 | 61 | 유영혁 | 44 | 안한별 | 31 | 조경신 | 25 | 김택환 | 16 | 박준혁 | 2 | 김은일 | -1 |

### 패자전
| 2라운드 패자전 |    |        |    |        |    |        |    |        |    |        |    |        |    |        |    |
| 박현호         | 72 | 박인재 | 54 | 박정렬 | 43 | 최영훈 | 33 | 노종환 | 33 | 이지우 | 28 | 노진철 | 26 | 박도형 | 23 |

패자전 4,5위재경기결과 최영훈 승리

## 패자 부활전
| 패자 부활전 |    |        |    |        |    |        |    |        |    |        |    |        |    |        |   |
| 박인재      | 71 | 김택환 | 53 | 조경신 | 53 | 박정렬 | 47 | 김은일 | 43 | 박현호 | 43 | 박준혁 | 33 | 최영훈 | 8 |

## FINAL
| FINAL  |    |        |    |        |    |        |    |        |    |        |    |        |    |        |   |
| 유영혁 | 80 | 전대웅 | 70 | 문호준 | 55 | 김택환 | 43 | 박인재 | 36 | 안한별 | 30 | 조경신 | 20 | 박정렬 | 9 |

## 대회 결과
- 우승 : 유영혁

- 준우승 : 전대웅

- 3위 : 문호준

- HOT 라이더 : 김택환

## 중계진
- 캐스터 : 전용준
- 해설 : 정준
- 카트 걸 : 김민솔